# Arthrhoplophora paradoxa
Arthrhoplophora paradoxa är en kvalsterart som beskrevs av Berlese 1910. Arthrhoplophora paradoxa ingår i släktet Arthrhoplophora och familjen Protoplophoridae. Inga underarter finns listade i Catalogue of Life.